# Fèves
Fèves är en kommun i departementet Moselle i regionen Grand Est (tidigare regionen Lorraine) i nordöstra Frankrike. Kommunen ligger i kantonen Marange-Silvange som tillhör arrondissementet Metz-Campagne. År 2022 hade Fèves 1 196 invånare.

## Befolkningsutveckling
Antalet invånare i kommunen Fèves
| Referens: INSEE |